# 逢倉千尋
逢倉千尋（あいくらちひろ）は、日本のイラストレーター、グラフィッカー。

## 関わった主な作品

### 書籍
- 月の珊瑚（2010年、奈須きのこ、星海社FICTIONS刊）- 彩色全般・一部イラスト担当
- 四月の魔女の部屋（TYPE-MOON公式サイトにて2011年4月限定公開・後に星海社FICTIONS刊）- イラスト担当

### ゲーム
- 月箱 - ゲストとして参加
- Fate/stay night - サーヴァントカードイラスト・一部イベント作画
- Fate/hollow ataraxia - 一部イベント作画
- 拡散性ミリオンアーサー - 一部カードイラスト

### キャラクターデザイン
- Fate/Prototype - セイバー担当

### その他
- 2009年あたりからTYPE-MOON、武内崇原画の彩色を多数担当